# Staroslavenski institut
Staroslavenski institut, znanstveno-istraživački je institut i izdavač osnovan 1952. u Zagrebu sa zadatkom prikupljanja, obrade i proučavanja staroslavenskih i starohrvatskih spomenika i ine građe potrebne za izdavanje stručnih rječnika, monografija, zbornika i ostalih izdanja. Institut izdaje znanstveni časopis Slovo. U sklopu Instituta djeluje i fototeka, u kojoj se prikupljaju snimke svih važnijih glagoljskih spomenika, kao i ostalih spomenika koji se nalaze u knjižnicama i arhivima izvan Zagreba ili u inozemstvu.

## Povijest
Temelji Staroslavenskom institutu položeni su osnivanjem Staroslavenske akademije 1902. u Krku. U siječnju 1928. godine ona je "ujedinjena" s Hrvatskom bogoslovskom akademijom u Zagrebu kao njezin Staroslavenski odsjek. Pročelnikom odsjeka imenovan je msgr. dr. Svetozar Ritig. No, god. 1939. podnio je ostavku čekajući bolja vremena za oživljavanje djelatnosti. 
Akademija je sa sjedištem u Zagrebu obnovljena je 15. rujna 1948. godine na skupštini Društva svećenika Hrvatske u Rijeci. Predsjednik vlade Narode Republike Hrvatske Vladimir Bakarić povjerio je vođenje Akademije mons. Ritigu, predsjedniku Komisije za vjerske poslove Vlade Narodne Republike Hrvatske, koji mu je predložio da se Staroslavenska akademija preimenuje u Staroslavenski institut. 
Dana 18. ožujka 1952. predsjednik vlade Vladimir Bakarić potpisao je uredbu o osnutku Staroslavenskoga instituta. 
Msgr. Ritig bio je ravnateljem do smrti 1961. Najveći je dio svoje osobne knjižnice darovao Institutu u posjed. Nakon njegove smrti Institut je preimenovan u Staroslavenski institut Svetozar Ritig. 
Godine 1977. Staroslavenski institut "Svetozar Ritig" po je sili zakona zajedno s Institutom za jezik i Institutom za narodnu umjetnost uklopljen u Institut za filologiju i folkloristiku te djeluje unutar njega kao Staroslavenski zavod Svetozar Ritig. Godine 1991. s filološkim je institutom izdvojen u Hrvatski filološki institut. Konačno se osamostalio 1997. godine u samostalnu znanstvenu instituciju pod nazivom Staroslavenski institut.
Mons. Svetozar Ritig osigurao je Staroslavenskom institutu prostorije pri Republičkoj komisiji za vjerske poslove u Zagrebu u dijelu zgrade u Demetrovoj ulici br. 11 (palača Balbi). Sama je palača iz prijelaza 17. u 18. stoljeće. U njoj se Staroslavenski institut nalazi i danas .
Ravnatelji Staroslavenskog instituta:
- 1952. – 1961.  Svetozar Ritig
- 1961. – 1967.  Vjekoslav Štefanić
- 1967. – 1978.  Anica Nazor
- 1978. – 1986.  Biserka Grabar
- 1986. – 2005.  Anica Nazor
- 2005.-       Marica Čunčić

## Djelatnost
U Staroslavenskom se institutu proučava jezik, književnost i povijest srednjovjekovne i ranonovovjekovne hrvatske glagoljične, latinične i ćirilične baštine. U pola stoljeća svoga postojanja Staroslavenski je institut stvorio veliku stručnu knjižnicu, skupio mikrofilmove i fotokopije gotovo svih glagoljskih rukopisa diljem svijeta. Rezultati dosadašnjih jezičnih, književnih i paleografskih istraživanja hrvatske glagoljske baštine objavljeni su u mnogim znanstvenim knjigama i časopisima. Institutski znanstveni časopis Slovo, koji izlazi od 1952. godine, jedan je od vodećih časopisa paleoslavistike u svijetu.

## Djelatnici
Staroslavenski institut u radu na svojim projektima uključuje veći broj znanstvenika, stručnih suradnika te djelatnika koji su potrebni za rad samog instituta
Ravnateljica instituta je dr. Marica Čunčić.
Znanstvenici na institutu:
- dr. Vesna Badurina-Stipčević
- dr. Ivan Botica
- dr. Marica Čunčić
- dr. Marija-Ana Dürrigl
- dr. Milan Mihaljević
- dr. Sandra Sudec
- dr. Marinka Šimić
- dr. Jasna Vince-Marinac
- dr. Anica Vlašić - Anić
- dr. Vida Vukoja

Znanstveni novaci i asistenti na institutu:
- dr. Ana Kovačević
- Kristijan Kuhar
- dr. Lucija Turkalj
- Andrea Radošević
- Jozo Vela
- Josip Vučković

Stručne savjetnice i stručni suradnik:
- mr. Marija Klenovar
- mr. Ljiljana Mokrović
- Antonio Magdić dipl. ing.

Knjižničarka:
- Blanka Ceković

Vanjski članovi uredništva Slovo:
- dr. Johannes Reinhart
- dr. Zdenka Ribarova

Umirovljeni i zaslužni članovi i suradnici instituta:
- ak. Anica Nazor
- ak. Ivanka Petrović

## Vanjske poveznice
- Službene mrežne stranice
- Slovo na Hrčku